# Двозяброві
Двозяброві (Coleoidea) — підклас головоногих молюсків, що включає восьминогів, кальмарів, каракатиць та викопних белемнітів. Від сестринської грипи наутилоїдей (Nautiloidea), відрізняються відсутністю зовнішньої раковини, яка перетворилася у внутрішню кістку у каракатиць, гладіус у кальмарів та белемнітів, або зникла зовсім у восьминогів.

## Еволюція
Найдавніші підтверджені двозяброві відомі з раннього карбону. Головоногі з внутрішньою раковиною описані з девону і, навіть, з силуру можуть належати до підкласу, але серед палеонтологів немає однозначної позиції щодо цього.

## Класифікація
- підклас Coleoidea
  - дивізіон †Belemnoidea — белемніти
    - рід †Jeletzkya
    - ряд †Hematitida
    - ряд †Phragmoteuthida
    - ряд †Donovaniconida
    - ряд †Aulacocerida
    - ряд †Belemnitida
    - дивізіон Neocoleoidea
    - надряд Decapodiformes — десятиногі
      - ряд Spirulida
      - ряд Sepiida — каракатиці
      - ряд Sepiolida
      - ряд Myopsida
      - ряд Oegopsida — кальмари

    - надряд Octopodiformes — восьминогі
      - родина †Trachyteuthididae
      - ряд Vampyromorphida
      - ряд Octopoda — восьминоги

    - надряд Palaeoteuthomorpha
      - ряд †Boletzkyida

  - insertae sedis
    - родина †Ostenoteuthidae[1]